# تشوي تشانغ-جونغ
تشوي تشانغ-جونغ (هانغل: 최창용) هو لاعب كرة قدم كوري جنوبي في مركز الوسط، ولد في 17 سبتمبر 1985 في كوريا الجنوبية. لعب مع سوون سامسونغ بلووينغز.

## وصلات خارجية
- تشوي تشانغ-جونغ على موقع دوري كوريا الجنوبية (الإنجليزية)
- تشوي تشانغ-جونغ على موقع قاعدة بيانات كرة القدم.إي يو (الإنجليزية)